# Stiloculicoides congoensis
Stiloculicoides congoensis är en tvåvingeart som beskrevs av Clastrier 1993. Stiloculicoides congoensis ingår i släktet Stiloculicoides och familjen svidknott.
Artens utbredningsområde är Kongo. Inga underarter finns listade i Catalogue of Life.